# 浜尾組
浜尾組は、神奈川県に本部を置く暴力団で、指定暴力団山口組の二次団体。

## 最高幹部
二代目浜尾組
- 組長 - 浜田重正（六代目山口組若中）
- 若頭 - 高橋和志（高橋連合組長）
- 顧問 ‐ 角田真一（角田組組長）
- 舎弟頭 - 床枝 武（床枝組組長）
- 本部長 - 稲江英尚（二代目浜田組組長）